# Myrmecophilus horii
Myrmecophilus horii är en insektsart som beskrevs av Maruyama 2004. Myrmecophilus horii ingår i släktet Myrmecophilus och familjen Myrmecophilidae. Inga underarter finns listade i Catalogue of Life.